# Petra Kronberger
Petra Kronberger (Pfarrwerfen, 21 de febrero de 1969) es una deportista austríaca que compitió en esquí alpino; bicampeona olímpica en Albertville 1992 y campeona mundial en 1991.

## Trayectoria
Participó en dos Juegos Olímpicos de Invierno, obteniendo dos medallas de oro en Albertville 1992 (eslalon y combinada), y el sexto lugar en Calgary 1988, en el descenso.
Ganó una medalla de oro en el Campeonato Mundial de Esquí Alpino de 1991, en la prueba de descenso.
En la Copa del Mundo consiguió dieciseis victorias y 35 podios en total. Ganó la clasificación general de la Copa del Mundo en tres ocasiones: 1990, 1991 y 1992.
En 1990 recibió el premio Skieur d’Or y en 1992 la Gran Condecoración de Honor de la Orden al Mérito de la República de Austria. Fue nombrada «Deportista femenina del año» en su país en 1990, 1991 y 1992.
Se retiró de la competición a finales de 1992, con tan solo 23 años. Estudió Germanística e Historia del Arte en la Universidad de Salzburgo y trabajó como profesora asistente en la misma universidad. También ejerció de representante deportiva en la Federación Austríaca de Esquí entre 2014 y 2024.

## Palmarés internacional
| Juegos Olímpicos   | Juegos Olímpicos               | Juegos Olímpicos | Juegos Olímpicos |
| Año                | Lugar                          | Medalla          | Prueba           |
| ------------------ | ------------------------------ | ---------------- | ---------------- |
| 1992               | Albertville (Francia)          | Medalla de oro   | Eslalon          |
| 1992               | Albertville (Francia)          | Medalla de oro   | Combinada        |
| Campeonato Mundial |                                |                  |                  |
| Año                | Lugar                          | Medalla          | Prueba           |
| 1991               | Saalbach-Hinterglemm (Austria) | Medalla de oro   | Descenso         |